# ライムスープ
ライムスープ(Lime soup)またはソパ・デ・リマ(Sopa de lima)は、メキシコのユカタン州の伝統料理である。鶏肉やその他の肉、ライム果汁から作り、トルティーヤチップスを添えて提供される。

## 歴史
ライムスープは、ユカタンの伝統料理である。伝統的なユカタン文化は、ヒスパニックとユカタン・マヤ文化に起源を持つ。ヨーロッパから伝来した動物の肉やスパイスと、様々な現地の食材の調理法を組み合わせて、ライムスープ等の多くの料理が産まれた。ライムスープは、1946年にKatún（マヤ語で「戦士」の意味）と呼ばれるマスターにより、最初に作られた。今日では、ユカタンの最も代表的なスープの1つと考えられている。少なくとも1950年代以来、メキシコはライムの生産と輸出が世界で最も多い国であった。

## 材料
このスープの味は、レシピと材料の組合せにより決まる。味の強い食材による独特の風味は、メキシコ中、世界中で知られている。ライムは主食材ではないが、スープに風味を与えているものである。

## 味
柑橘系の香りを持つ軽い味わいのスープである。鶏肉、トマト、ピーマン、コリアンダー、トルティーヤチップス等が添えられることがある。

## 提供
一般的に、夕食に深皿で提供される。サクサク感を保つために、トルティーヤは別皿で提供される。